# Jehan Sadat
Jehan Sadat (en árabe: جيهان السادات‎ Jīhān as-Sādāt o چيهان السادات Zhīhān as-Sādāt; El Cairo, 29 de agosto de 1933–9 de julio de 2021) fue una activista de derechos humanos egipcia, la primera dama de Egipto desde 1970 hasta el asesinato de su esposo Anwar Sadat en 1981.

## Primeros años
Jehan Sadat, también deletreado Jihan, nació como Jehan Safwat Raouf (en árabe: جيهان صفوت رؤوف Jīhān Ṣafwat Raʼūf o چيهان صفوت رؤوف Zhīhān Ṣafwat Raʼūf) en El Cairo, Egipto, la primera mujer y tercera hija de una familia de clase media alta de un padre cirujano egipcio (Safwat Raouf), y una madre profesora de música inglesa (Gladys Cotterill). Su madre fue la hija de Charles Henry Cotterill, un superintendente de policía de la ciudad de Sheffield. Fue criada como musulmana de acuerdo a los deseos de su padre, pero también asistió a una escuela secundaria cristiana para niñas en El Cairo.
Como colegiala adolescente, estaba intrigada sobre Anwar Sadat, quien era retratado como un héroe local. Los informes en los medios de comunicación trataban acerca de sus historias heroicas y su coraje, y la lealtad y la determinación de la resistencia a la ocupación británica de Egipto. Ella escuchó muchas historias sobre él de parte de su prima, cuyo marido era su colega en la resistencia y más tarde en la cárcel.
Fue en su fiesta de cumpleaños de 15 cuando conoció a su futuro esposo Anwar Sadat, poco después de su salida de la cárcel, donde se desempeñó durante dos años y medio en sus actividades políticas. Ella y Sadat se casaron el 29 de mayo de 1949, después de diversas dudas y de las objeciones de sus padres a la idea de que su hija se casara con un revolucionario sin empleo. Él tenía 31 años y Jehan tenía 15 años y 9 meses de edad. Sadat fue posteriormente parte de los miembros principales del Movimiento de Oficiales Libres que llevaron a la revolución egipcia de 1952, la cual derrocó la monarquía de Egipto y Sudán.

## Como Primera dama
A lo largo de 32 años, Jehan fue una esposa de apoyo para la creciente carrera política de su marido, que llegaría a convertirse en presidente de Egipto. Es madre de sus tres hijas Lubna, Noha, Gamal y Jehan. Más tarde se utilizó su plataforma como la primera dama de Egipto para tocar las vidas de millones de personas en el interior de su país, y sirvió como modelo para las mujeres de todo el mundo. Ayudó a cambiar la imagen del mundo de las mujeres árabes en la década de 1970, mientras que realizaba trabajo voluntario y participaba en el servicio no gubernamental en ayuda a los menos afortunados.

### Servicios no gubernamentales
Jehan jugó un papel clave en la reforma de las leyes de derechos civiles de Egipto a finales del 1970. A menudo llamadas "Leyes de Jehan", los nuevos estatutos presentados concedieron una variedad de nuevos derechos para las mujeres, incluidos los de la pensión alimenticia y la custodia de los hijos en caso de divorcio.
Después de visitar a los soldados heridos en el frente de Suez durante la Guerra de los Seis Días en 1967, fundó al Centro de Rehabilitación al Wafa’ Wa Amal (Fe y Esperanza), que ofrece servicios médicos y de rehabilitación y formación profesional a los veteranos de guerra discapacitados. El centro, con el apoyo de donaciones de todo el mundo, ahora sirve también a los niños con discapacidad visual, y tiene una banda de música y un coro reconocidos mundialmente.
Ella también ha jugado un papel crucial en la formación de la Sociedad Talla, una cooperativa en la región del Delta del Nilo, que ayuda a las mujeres locales en la autosuficiencia; la Sociedad Egipcia para pacientes con cáncer y el Banco de Sangre de Egipto; y Aldeas Infantiles SOS en Egipto, una organización que provee a los huérfanos nuevas viviendas con un entorno familiar agradable.
Encabezó la delegación de Egipto en las Conferencias Internacionales de la Mujer de la ONU en Ciudad de México y Copenhague. Es fundadora de la Liga de Mujeres Árabe-africanas. Como activista, ella ha recibido y ha participado en numerosas conferencias en todo el mundo en relación con los asuntos de la mujer, el bienestar de los niños y la paz en África, Asia, Europa y América.

### Educación
- BA en Literatura Árabe, Universidad de El Cairo, 1977.
- MA en Literatura Comparada, Universidad de El Cairo, 1980.
- PhD en Literatura Comparada, Universidad de El Cairo, 1986.

Después de completar su educación, se convirtió en profesora del Centro de Arte y Actuación de El Cairo.

## Años posteriores
Jehan es miembro titular de la Universidad de Maryland, en College Park (donde la Cátedra para la Paz y el Desarrollo Anwar Sadat Chair también ha sido dotada).
También publicó una autobiografía, A Woman of Egypt (ISBN 0-7432-3708-0) en 1987, publicado por Simon & Schuster Inc., así como poesía en árabe, bajo un seudónimo, y ha escrito un segundo libro, My Hope for Peace, lanzado en marzo de 2009.

### Premios y honores
- Jehan ha recibido varios premios nacionales e internacionales por el servicio público y los esfuerzos humanitarios por ayudar a las mujeres y los niños.
- También ha recibido más de 20 doctorados honorarios de colegios y universidades nacionales e internacionales de todo el mundo.
- En 1993, recibió el Premio Internacional de la Paz de la Comunidad de Cristo.
- En 2001 fue la ganadora del Premio Pearl S. Buck.

### Puestos ocupados
- Primera dama de Egipto desde 1970 a 1981.
- Primera mujer presidente del Consejo Popular de la gobernación provincial de Munofeyya.
- Profesora visitante en la Universidad Americana, Universidad de Carolina del Sur, y la Universidad de Radford en los Estados Unidos.